# Тројански коњ (информатика)
Тројанским коњем се у рачунарском жаргону означавају штетни програм, који су „маскирани“ као корисни или се проширују „прикачени“ на друге корисне програме. „Тројанци“ обично врше, нежељене акције у рачунару и то у „позадини“ и прикривено. Најчешћа од тих нежељених акција је откривање корисничких лозинки, банковних података и других повјерљивих информација „прислушкивањем“ размјене података или једноставно читањем тих датотека, и јављање „власнику“ тројанског коња.
Постоје и тројански коњи у служби полиције који се баве прикупљањем информација са циљем откривања кривичног дела (енгл. Remote Forensic Software). Тај облик шпијунирања грађана је у неким земљама правоснажан и врши се по судском налогу (нпр. САД, Аустралија), у некима је и поред сукоба са Уставом, у фази припреме (Њемачка, Аустрија, Швајцарска), док је у некима одбијен. Такви тројанци се шире инсталацијом или актуелизовањем комерцијалних оперативних система и других софтверских и хардверских компоненти рачунара, као и путем интернет провајдера инфилтрирањем у постојеће механизме преноса података, који такву могућност у својим продуктима и услугама, на захтјев дотичне државе, морају предвидјети.